# Craig Lawford
Craig Brian Lawford (sinh ngày 25 tháng 11 năm 1972) là một cựu cầu thủ bóng đá chuyên nghiệp người Anh thi đấu ở vị trí tiền vệ.

## Sự nghiệp
Sinh ra ở Dewsbury, Lawford thi đấu cho Bradford City, Hull City và Liversedge.

## Thống kê sự nghiệp
| Câu lạc bộ          | Mùa giải            | Giải quốc nội | Giải quốc nội | Cúp FA  | Cúp FA    | League Cup | League Cup | Khác    | Khác      | Tổng    | Tổng      |
| Câu lạc bộ          | Mùa giải            | Số trận       | Bàn thắng     | Số trận | Bàn thắng | Số trận    | Bàn thắng  | Số trận | Bàn thắng | Số trận | Bàn thắng |
| ------------------- | ------------------- | ------------- | ------------- | ------- | --------- | ---------- | ---------- | ------- | --------- | ------- | --------- |
| Bradford City       | 1989-90             | 1             | 0             | 0       | 0         | 0          | 0          | 0       | 0         | 1       | 0         |
| Bradford City       | 1990-91             | 0             | 0             | 0       | 0         | 0          | 0          | 0       | 0         | 0       | 0         |
| Bradford City       | 1991-92             | 0             | 0             | 0       | 0         | 0          | 0          | 0       | 0         | 0       | 0         |
| Bradford City       | 1992-93             | 8             | 1             | 1       | 0         | 0          | 0          | 2       | 0         | 11      | 1         |
| Bradford City       | 1993-94             | 11            | 0             | 2       | 0         | 3          | 0          | 0       | 0         | 16      | 0         |
| Bradford City       | Tổng                | 20            | 1             | 3       | 0         | 3          | 0          | 2       | 0         | 28      | 1         |
| Hull City           | 1994-95             | 31            | 3             | 1       | 0         | 2          | 0          | 2       | 0         | 36      | 3         |
| Hull City           | 1995-96             | 31            | 0             | 1       | 0         | 4          | 0          | 3       | 1         | 39      | 1         |
| Hull City           | Tổng                | 62            | 3             | 2       | 0         | 6          | 0          | 5       | 1         | 75      | 4         |
| Tổng cộng sự nghiệp | Tổng cộng sự nghiệp | 82            | 4             | 5       | 0         | 9          | 0          | 7       | 1         | 103     | 5         |